# Siphonolabrum californiensis
Siphonolabrum californiensis är en kräftdjursart som beskrevs av Masahiro Dojiri och Jürgen Sieg 1997. Siphonolabrum californiensis ingår i släktet Siphonolabrum, överfamiljen Paratanaoidea, ordningen tanaider, klassen storkräftor, fylumet leddjur och riket djur. Inga underarter finns listade i Catalogue of Life.